# Језеро Каракул
Каракул је језеро у Кини, које лежи на надморски висини 3600 m. Налази се код града Кашгар (Kashgar) у провинцији Сијан (Xinjiang). Језеро лежи на Каракорумском горском путу, који води из Кине у Пакистан. Испоред језера се налази планински ланац Памир са планинама Мустаг Ата (7546 m) и Конгур Таг (7649 m).
- Језеро Каракул у Синкјангу, Кина